# František Satrapa
František Satrapa ( 29. srpna 1849 Světlá – 26. června 1920 Studená) byl český podnikatel, řezník a uzenář, který založil uzenářský závod ve Studené u Dačic. Jeho syn a dědic rodinné firmy Jan Satrapa pak roku 1917 spoluzaložil v nedalekém Kostelci podnik později známý jako Kostelecké uzeniny.

## Život

### Mládí
Narodil se ve Světlé nedaleko Studené v rolnické rodině Tomana Satrapy a jeho ženy Anežky (roz. Srpové). V letech 1864 až 1866 se vyučil řezníkem v Nové Bystřici v Plachově řeznictví, následně pracoval v letech 1868 až 1869 ve Slavonicích a v rakouském Schremsu jako tovaryš. V letech 1869 a 1875 byl zaměstnán jako řeznický pomocník u řeznictví a uzenářství Ernst ve Vídni.

### Vlastní podnik
Roku 1875 se vrátil zpět do Studené, usadil se a pronajal si zde hostinec s řeznickým obchodem. Podnikání zdárně prosperovalo, Satrapovy výrobky vynikaly svou kvalitou a firma následně začala rozšiřovat výrobu a vyvážet své výrobky po celých jihovýchodních Čechách. Roku 1896 bylo otevřeno řeznictví firmy v Popelíně, výrobky začaly být později dodávány i do Vídně. Satrapa zakoupil dům č. 46 na náměstí, výrobny byly nadále rozšířeny o jatka či ledárny. Roku 1904 začal být při dalším rozšiřování závodu v Studené instalován provoz se stroji poháněnými benzinovým motorem a řezacími stroji od firmy Friedrich a Haage z Vídně. Firma také zřídila vlastní výrobnu plechových konzerv v Krahulčí.
Satrapovo uzenářství se se svými produkty účastnilo okolo roku 1900 také řady kulinářských výstav ve Vídni, Paříži či Římě a obdrželo několik zlatých medailí a záslužných křížů.
Roku 1907 předal Satrapa řízení firmy sedmadvacetiletému synu Janovi a odešel na odpočinek.

### Úmrtí
František Satrapa zemřel 26. června 1920 ve Studené ve věku 70 let.

### Rodinný život
Byl ženatý s Filomenou Zahradníkovou z Vídně. Jejich syn Jan (1880–1948) pokračoval v řízení rodinné firmy.